# 앨릭 존 서치
앨릭 존 서치(영어: Alec John Such, 1951년 11월 14일~2022년 6월 5일)는 미국의 베이스 기타 연주자이다. 1994년 본 조비의 베스트 음반 Cross Road를 마지막으로 본 조비를 탈퇴하였다. 하지만, 2001년 뉴저지주에 위치한 자이언츠 스타디움에서 몇 곡을 연주하기도 했다.